# Богданівка (Каховський район)
Богдані́вка — село в Україні, у Зеленопідській селищній громаді Каховського району Херсонської області. Населення становить 759 осіб.

## Історія
12 червня 2020 року, відповідно до Розпорядження Кабінету Міністрів України № 726-р «Про визначення адміністративних центрів та затвердження територій територіальних громад Херсонської області», увійшло до складу Зеленопідської сільської громади.
17 липня 2020 року, в результаті адміністративно-територіальної реформи увійшло до складу новоутвореного Каховського району.
У лютому 2022 року село тимчасово окуповане російськими військами під час російсько-української війни.

## Населення

### Мова
Розподіл населення за рідною мовою за даними перепису 2001 року:
| Мова       | Кількість | Відсоток |
| ---------- | --------- | -------- |
| українська | 694       | 91.44%   |
| російська  | 63        | 8.30%    |
| білоруська | 2         | 0.26%    |
| Усього     | 759       | 100%     |

## Відомі люди
- Єрохіна Ольга Тихонівна — Герой Соціалістичної Праці.